# Institut d'études coréennes
L’Institut d'études coréennes (I.E.C, anciennement Centre d'études coréennes), est une institution française crée en 1959, aujourd'hui au sein du Collège de France. C'est l'une des importantes ressources documentaires en France pour les études coréennes.

## Histoire
Le Centre d'études coréennes a été créé en 1959 par Charles Haguenauer, au sein de la Sorbonne,.
En 1973, il est rattaché au Collège de France, par Li Ogg et l’administrateur du Collège de France.
Le 1er janvier 2001, le « Centre d'études coréennes » est renommé en « Institut d'études coréennes »,.
Le Collège de France rénove les locaux qui héberge l'institut de 2012 à 2017. L'institut se situe sur le site « Cardinal Lemoine ».

### Activités
L'institut s'articule autour de différentes activités : il gère le fonds coréen du Collège de France ainsi que la collection « Kalp'i » et mène des activités de recherche.

### Publications
Dès 1979, le centre édite des « Mémoires » (des thèses), et des « Cahiers » (des articles). Ses deux collections sont intégré en 2016 dans la nouvelle « Kalp’i - Études coréennes »,.

## Fonds documentaire

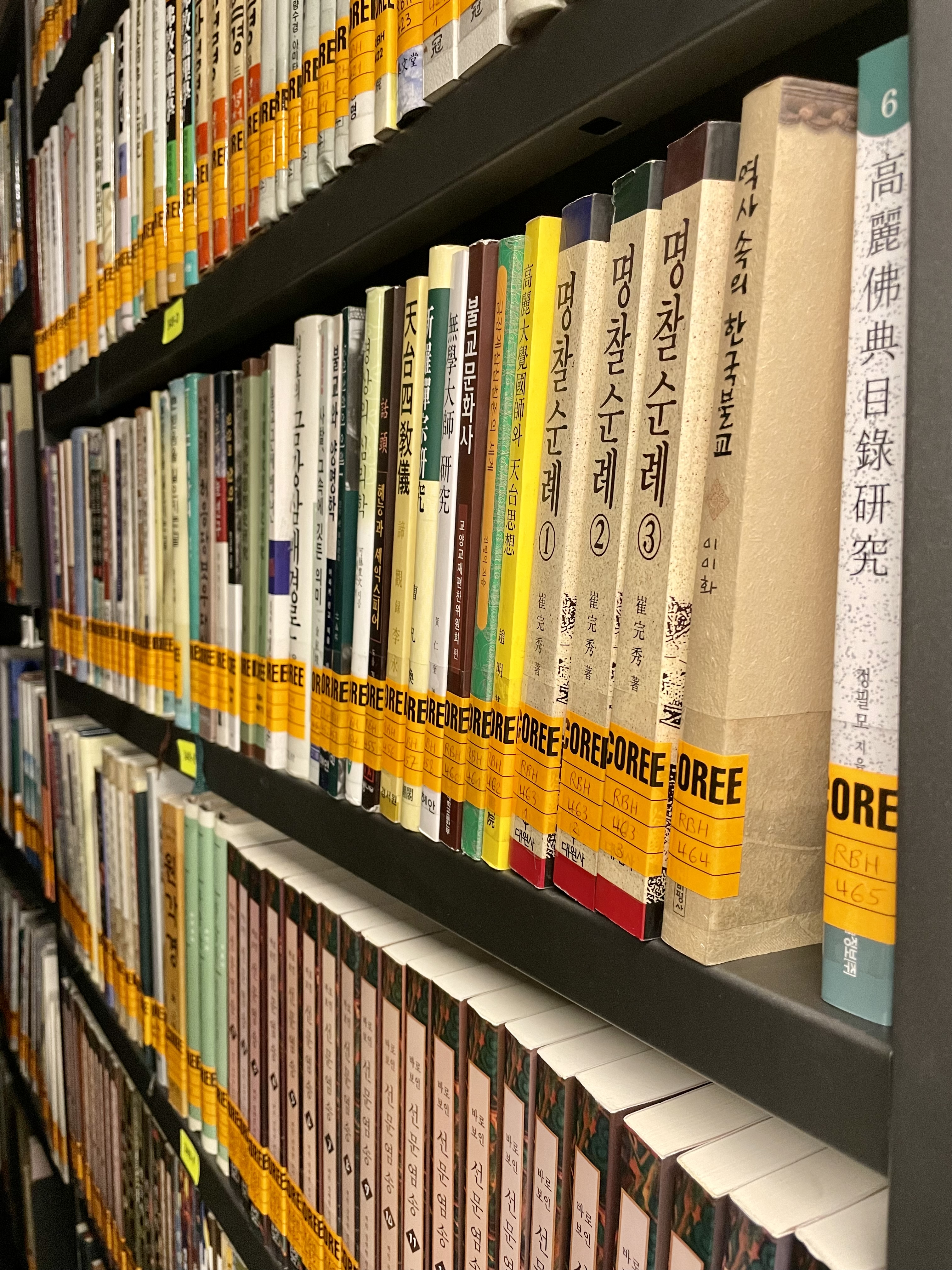
Livre du fonds coréen, sur le site Cardinal Lemoine du Collège de France

Le fonds coréen du collège de France est constitué de 30000 ouvrages et périodiques, écrit à 70% en langue coréenne, et chinois classique,, dont 600 titres de presse, et 50 toujours en activité. Le fonds est aussi constitué d'ouvrages de Maurice Courant. Le fonds documentaire couvre les domaines de la littérature, de l’histoire, des religions, de la philosophie, du droit et des beaux-arts, et avec un fonds sur la Corée du Sud et Corée du Nord des années 1970 et 1980,.

## Direction
- Charles Haguenauer 1959-1973
- Li Ogg, 1973-1992[4]
- Marc Orange (CNRS), 1992-2002[4]
- Martine Prost (Université Paris Diderot-Paris 7), 2002-2011[4]
- Alain Delissen (EHESS), 2011-2021, aidé par No Mi-Sug[4]
- Yannick Bruneton (Université Paris Cité), 2021-, aidé par No Mi-Sug[4]